# Petre Astafei

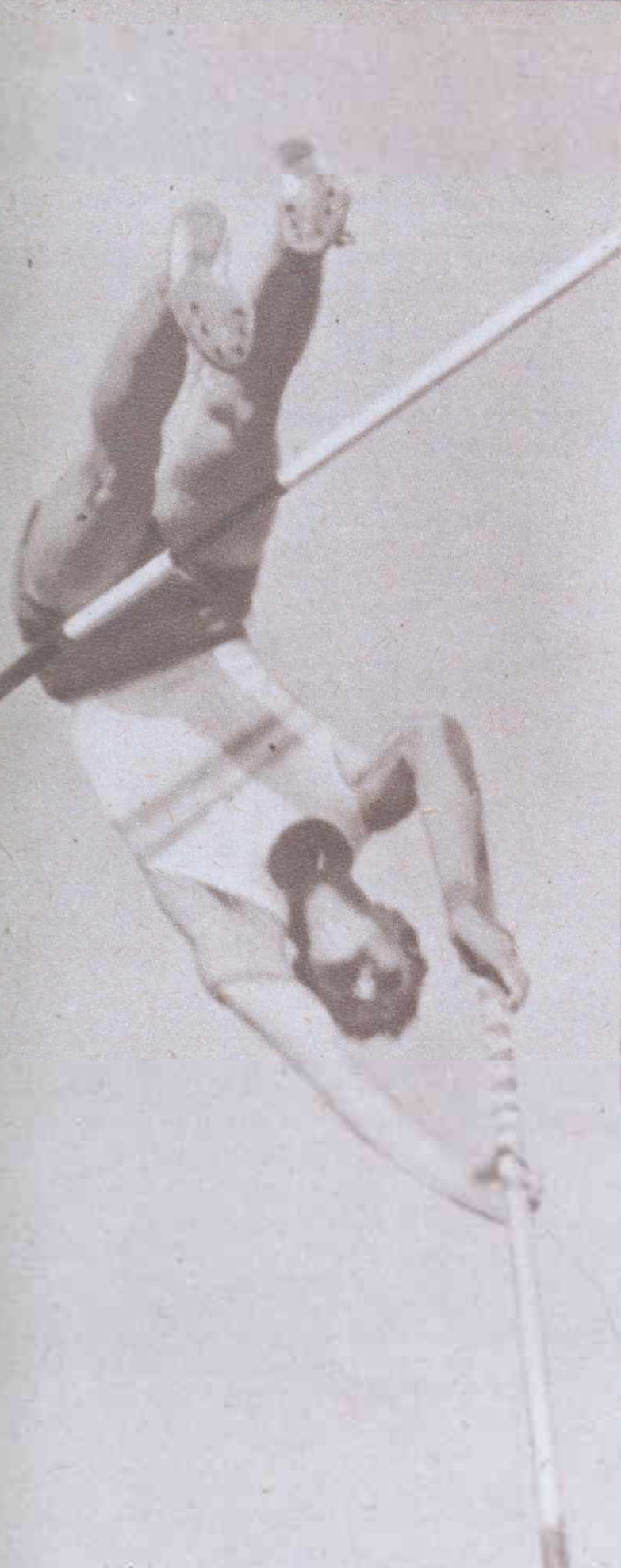
Petre Astafei

Petre Astafei (* 1942) ist ein ehemaliger rumänischer Stabhochspringer. Er gewann in dieser Disziplin viermal in Folge die rumänische Meisterschaft (1962–65). 1969 siegte er ein weiteres Mal.
Er ist der Vater der Hochspringerin Alina Astafei und damit Schwiegervater des Hochspringers Wolfgang Kreißig. Sein Sohn Petre junior, ein Rugbyspieler, wurde während der rumänischen Revolution erschossen.

## Erfolge
- Rumänischer Meister im Stabhochsprung 1962 (4,20 Meter)
- Rumänischer Meister im Stabhochsprung 1963 (4,33 Meter)
- Rumänischer Meister im Stabhochsprung 1964 (4,65 Meter)
- Rumänischer Meister im Stabhochsprung 1965 (4,68 Meter)
- Rumänischer Meister im Stabhochsprung 1969 (5,00 Meter)
- Ehemaliger Halter des rumänischen Rekordes im Stabhochsprung (5,03 Meter, 1967)[1]